# Rina Contreras López
Rina María Contreras López (San José, 10 de febrero de 1950) es una política costarricense que se desempeñó como la segunda mujer presidenta de la Asamblea Legislativa de Costa Rica, de 2000 a 2001, y como la primera mujer ministra de la Presidencia, de 2002 a 2003, durante la administración de Abel Pacheco.
Miembro del Partido Unidad Social Cristiana, Contreras fungió entre 1998 y 2002 como diputada ante la Asamblea Legislativa por la provincia de San José, así como ejerció la presidencia del Comité Ejecutivo de su partido entre 2001 y 2002.

## Biografía

### Primeros años y formación
Contreras nació en San José, el 10 de febrero de 1950, hija de Fernando Contreras y María López, un comerciante. Su familia se trasladó a vivir a Honduras posterior a su nacimiento. Asistió a la Escuela Sagrado Corazón de Jesús, en ese país, y posteriormente al Colegio Monterrey, ubicado ya en la ciudad de San Pedro, en Costa Rica. Su madre se casaría por tercera vez con una nueva persona, esta vez con Francisco Calderón Guardia, un político costarricense y hermano del entonces expresidente republicano Rafael Calderón Guardia. Contreras se inscribió en el Lincoln College y en el instituto parauniversitario American Business Academy, último donde obtendría el título de técnica en secretaría bilingüe.
A sus 16 años, comenzó un noviazgo con Guillermo Madriz de Mezerville, quien se adentraría posteriormente en la carrera política y con quien contrajo matrimonio en 1968. Junto a su cónyuge, Contreras concibió a cuatro hijos.

### Carrera
Seguido a su matrimonio, Contreras comenzó a laborar junto a su cónyuge, Guillermo Madriz de Mezerville, en la administración de empresas. En 1986, se incursionaría en una de sus primeras labores políticas, al colaborar con la esposa del entonces candidato a la presidencia por el Partido Unidad Social Cristiana (PUSC), Gloria Bejarano Almada, para las elecciones de ese mismo año. En octubre de 1995, su cónyuge anunciaría su interés de asumir la presidencia de la República por el también Partido Unidad Social Cristiana para las elecciones de 1998, por lo que se anunció como precandidato. Sin embargo, Madriz se retiraría posteriormente de la contienda presidencial. En junio de 1996, Contreras figuró en una lista del entonces candidato a la presidencia por el PUSC, Miguel Ángel Rodríguez, para las posibles nóminas a vicepresidencias, más finalmente no fue elegida para ello.
En abril de 1997, figuró en la lista de candidaturas a diputaciones a la Asamblea Legislativa para las elecciones del año siguiente, por el tercer lugar de la provincia de San José y por medio del Partido Unidad Social Cristiana. El 1 de febrero de 1998, Contreras resultó electa como diputada. En mayo de ese mismo año, una vez iniciadas sus labores legislativas, fue electa por el resto de diputados como vicepresidenta del poder legislativo. En abril de 2000, Contreras resultó elegida por aclamación entre los diputados socialcristianos para aspirar a la presidencia legislativa, candidatura que resultó exitosa ya que la diputada consiguió asumir el puesto con 29 votos a favor de entre el resto de las curules. Rina Contreras asumió el cargo como la segunda mujer en la historia de la Asamblea Legislativa en hacerlo, solo por detrás de la exdiputada Rosemary Karpinsky Dodero, quien asumió el cargo en 1986. Durante su labor legislativa, se posicionó a favor del Tratado de Libre Comercio entre Centroamérica y Estados Unidos.
En febrero de 2001, se lleva a cabo la Asamblea Nacional del Partido Unidad Social Cristiana, por medio de la cual Contreras resulta electa como presidenta de la agrupación política hasta junio del siguiente año.
Tras la victoria de Abel Pacheco como presidente de la República en las elecciones de abril de 2002, Contreras fue elegida para asumir el Ministerio de la Presidencia una vez asumiera el nuevo gobierno. De esta manera, se convirtió en la primera mujer en asumir el cargo. El 6 de diciembre de 2002, Danilo Chaverri Soto renuncia a su cargo como ministro de Planificación Nacional y Política Económica, por lo que el presidente Pacheco nombra a Rina Contreras como su sucesora. La permanencia de Contreras en ambos cargos llegaría a su fin el 27 de mayo de 2003, cuando es presionada a renunciar por los diputados de oposición de la Asamblea Legislativa quienes se encontraban cuestionando la participación de la ministra en el desarrollo del llamado proyecto de vivienda La Promesa, en el cantón de Santa Ana, el cual habría sido objetado por la Contraloría General de la República en abril del año anterior. Contreras asumiría como asesora del presidente Pacheco después de su renuncia.